# Arnulfo Mejía Rojas
Arnulfo Mejía Rojas (Santa Cruz Aquiahuac, Tetlatlahuca, México; 15 de agosto de 1956 - José María Morelos Buenavista; 18 de abril de 2016) fue un arquitecto, artista y sacerdote católico mexicano. Se destacó por ser el creador de La Barca de la Fe, un proyecto arquitectónico y religioso que inició en 1974. Su obra más significativa fue el establecimiento de la denominada «Ruta de la Fe», un conjunto de más de doce templos de diversos estilos y dimensiones que construyó a lo largo de las comunidades de su parroquia.
Como arquitecto y sacerdote, Mejía Rojas logró fusionar su vocación religiosa con su pasión por la arquitectura, creando espacios sagrados que se caracterizan por su diseño innovador y su profundo significado espiritual. Su labor docente en diversas instituciones educativas contribuyó a la formación de nuevas generaciones de bachilleres y sacerdotes en el estado de Tlaxcala. La Barca de la Fe, su obra más emblemática, se ha convertido en un importante punto de referencia cultural y religioso en la región, atrayendo tanto a fieles como a estudiosos de la arquitectura religiosa contemporánea.
El legado de Mejía Rojas trasciende lo arquitectónico, pues sus obras no solo son espacios de culto, sino también testimonios de la integración entre fe, arte y comunidad. Su trabajo ha sido reconocido como un ejemplo sobresaliente de arquitectura religiosa moderna en México, combinando elementos tradicionales con innovaciones estructurales y estéticas.

## Biografía

### Primeros años y formación
Arnulfo Mejía Rojas nació el 15 de agosto de 1956 en Santa Cruz Aquiahuac, municipio de Tetlatlahuca, en el estado de Tlaxcala, México. Proveniente de una familia humilde, fue uno de once hermanos. Tras varios intentos, logró ingresar al Seminario de Tlaxcala, donde completó su formación sacerdotal.

### Carrera sacerdotal y docente
Se ordenó como sacerdote el 21 de junio  de 1979, iniciando su ministerio como vicario en la Catedral de Tlaxcala. Ese mismo año fue asignado a la Parroquia del Apóstol San Andrés, ubicada en la zona nor-poniente del estado, una región marginada que comprendía 14 comunidades dispersas entre valles y cerros.
Paralelamente a su labor pastoral, Mejía Rojas desarrolló una destacada carrera docente en el Colegio de Bachilleres de Tlaxcala (COBAT) de su comunidad, donde impartió asignaturas como Filosofía, Ética y Valores, y Psicología durante 31 años, hasta su jubilación en 2015.

### Labor comunitaria
Su influencia en la comunidad trascendió el ámbito religioso, convirtiéndose en una figura central para la organización de festividades y celebraciones locales. Su liderazgo llegó a ser tan significativo que en ocasiones su autoridad moral superaba a la de los funcionarios comunitarios. Complementó su labor pastoral con actividades agropecuarias, dedicándose a la crianza de ganado porcino y vacuno.

## Fallecimiento

### Antecedentes
Dedicó más de 30 años de su vida al servicio de la comunidad de José María Morelos Buenavista, conocida por su devoción religiosa y actividades culturales. En los últimos años, su salud comenzó a deteriorarse debido a problemas médicos y tensiones dentro de la comunidad. Según informes, el 20 de diciembre del año anterior a su muerte, sufrió una embolia después de enfrentar una serie de conflictos con algunos miembros de la comunidad. Este evento lo llevó a ser hospitalizado de emergencia durante tres semanas. Posteriormente, se trasladó a la casa de su hermana Adelaida, en Contla de Juan Cuamatzi, donde continuó su recuperación.
Aunque logró recuperar gran parte de la movilidad corporal, las secuelas de la embolia le dificultaron el habla. Su condición de salud también fue afectada por decisiones administrativas de la Diócesis, incluyendo su desplazamiento como párroco por razones de salud.

### Muerte
Falleció en la madrugada del lunes 18 de abril de 2016, en la comunidad de José María Morelos Buenavista, donde había vivido y trabajado durante décadas. Según declaraciones oficiales del obispo de Tlaxcala, Francisco Moreno Barrón, su muerte fue consecuencia de complicaciones derivadas de la embolia sufrida meses antes.

### Sepelio
Su sepelio tuvo lugar el 20 de abril de 2016, dos días después de su fallecimiento. La ceremonia se realizó en La Barca de la Fe, donde reposan sus restos en una de las cinco criptas que él mismo había mandado construir. El evento contó con la asistencia de aproximadamente 5,000 personas, quienes participaron en cultos fúnebres y eucaristías a lo largo del novenario.
En el último día de celebraciones, un grupo de danzantes aztecas ofreció un homenaje póstumo, reflejando el respeto y cariño de la comunidad hacia su figura. Tras su fallecimiento, dos sacerdotes asumieron temporalmente las responsabilidades parroquiales, uno de ellos siendo familiar del padre Mejía Rojas.

### Reacciones y homenajes
Diversas personalidades lamentaron públicamente la muerte del padre Arnulfo Mejía Rojas:
- Serafín Ortiz Ortiz, político y hermano del exgobernador de Tlaxcala Héctor Ortiz Ortiz, expresó su pésame a través de redes sociales.[27]
- Jorge Rivera Sosa, alcalde de Tlaxco, destacó la importancia del padre Arnulfo en la promoción del corredor turístico "La Ruta de la Fe".[28][29]
- Francisco Moreno Barrón, obispo de Tlaxcala, emitió un comunicado donde reconoció su dedicación y lamentó su pérdida.[30]

## Legado
El impacto del Mejía Rojas en la comunidad de Tlaxco y en la región se reflejó en los homenajes realizados tras su fallecimiento. Con motivo del primer aniversario luctuoso, la exalcaldesa de Tlaxco, Gardenia Hernández Rodríguez, instauró la Medalla al Mérito Ciudadano «Arnulfo Mejía Rojas»,otorgada a ciudadanos destacados por su labor en beneficio de la comunidad.
Además, el bulevar principal de José María Morelos Buenavista fue renombrado en su honor, perpetuando su memoria como una figura emblemática de la región. Estas acciones reflejan el profundo respeto y agradecimiento de la comunidad hacia su legado espiritual, social y cultural.

### Contribución académica
Mejía Rojas dejó una huella significativa en el ámbito educativo de Tlaxcala. Como docente en el COBAT 07, formó a numerosas generaciones de estudiantes de nivel medio superior. Su labor académica se extendió al Seminario de Tlaxcala, en Yauhquemehcan, donde impartió la cátedra de Filosofía Prehispánica, contribuyendo a la formación de futuros sacerdotes con una perspectiva que integraba el conocimiento de las culturas originarias.

### Aporte artístico

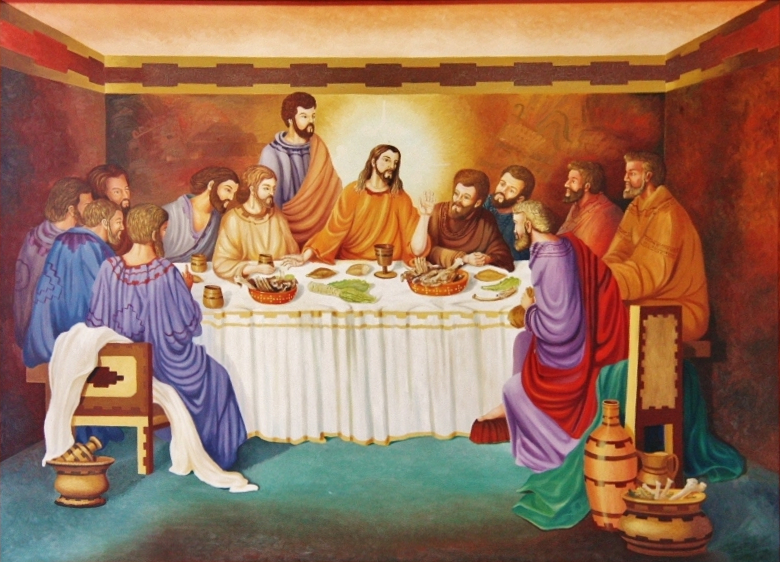
La última cena, obra atribuida a Mejía Rojas con su característico sincretismo religioso.

Como artista, alcanzó reconocimiento nacional gracias a su destacada obra pictórica. Entre sus logros más importantes, sobresale la creación de una pieza especialmente comisionada para Christophe Pierre, entonces nuncio apostólico en México, en el marco del Año Jubilar por el V Centenario del Nacimiento de los Beatos Niños Mártires de Tlaxcala en 2015. Este encargo refleja el alto nivel de prestigio que alcanzó en el ámbito del arte religioso.
A nivel local, dejó su huella artística en numerosas obras que forman parte de La Barca de la Fe, donde gran parte de las pinturas llevan su firma. Además, contribuyó con su talento a embellecer los salones interiores del Seminario de Tlaxcala. 

### Impacto en el desarrollo regional
Su influencia en el desarrollo cultural y turístico de la región quedó plasmada en su participación activa en el proceso que llevó al nombramiento de Tlaxco como Pueblo Mágico. Esta designación ha contribuido significativamente al desarrollo económico y la preservación del patrimonio cultural de la localidad.

### Arquitectónico

#### La Barca de la Fe
La Barca de la Fe es un templo católico en forma de un barco, que se comenzó a construir en 1978, bajo un diseño rectangular, similar al de una «caja de zapatos», diez años después se retoma el proyecto pero se cambia el diseño, al de una barca de gran dimensión y altura, haciendo alusión al santo patrono de aquel lugar, el Apóstol San Andrés, el cual era pescador razón por la cual se comienza a construir su barca.

#### Capilla de la Inmaculada Concepción

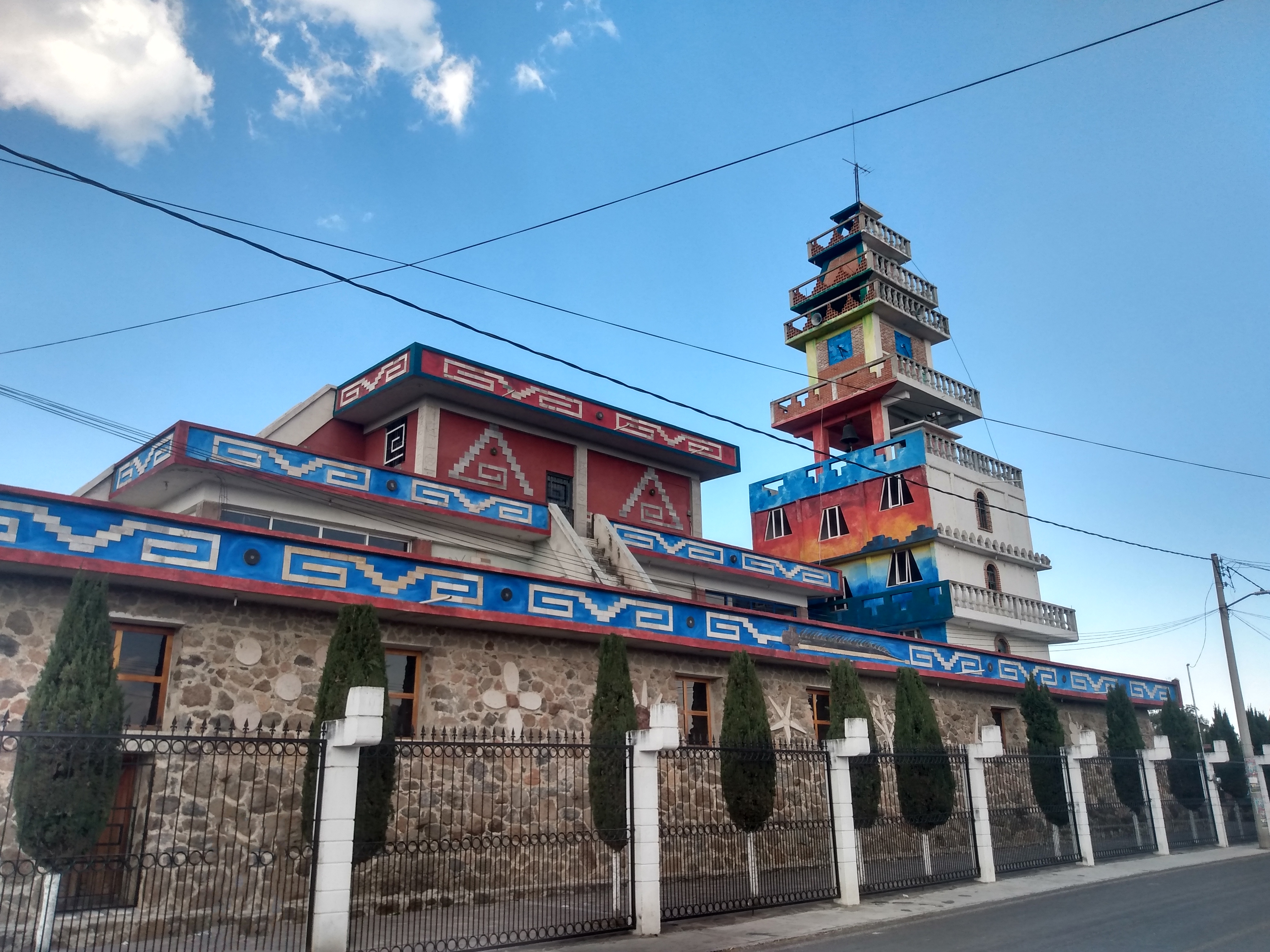
Fotografía del lado sur de la capilla.

Entre otra de sus obras se encuentra la iglesia de la comunidad de Lagunillas, en el municipio de Tlaxco, dedicada a la advocación mariana de la Inmaculada Concepción. Este templo integra elementos arquitectónicos inspirados en las culturas prehispánicas, evocando el proceso de evangelización en la época colonial.
La estructura combina influencias arquitectónicas mayas y teotihucanas, destacando una torre escalonada de más de diez metros de altura, decorada con colores vivos que remiten al estilo maya, incluye un reloj gigante con las horas dadas en la numerología maya. La parte principal del templo evoca un teocali teotihuacano, rodeado por una representación de Quetzalcóatl o Kukulcán, todo elaborado con piedra de la región. Esta integración de estilos hace del templo una obra única en su tipo, representativa de la visión de Mejía Rojas por fusionar el arte sacro con la identidad cultural local.

#### Otros templos
|                                               |
| Templo en la comunidad de Casa Blanca, Tlaxco |

|                                                                      |
| Templo en la comunidad de La Unión Ejidal, Tierra y Libertad, Tlaxco |

|                                                     |
| Templo en la comunidad de Mariano Matamoros, Tlaxco |

|                                                  |
| Templo en la comunidad de Maguey Cenizo, Tlaxco. |

|                                                        |
| Templo en la comunidad de San Lorenzo Soltepec, Tlaxco |

|                                                             |
| Templo en la comunidad de La Magdalena Soltepec, Tlaxco.jpg |

Mejía Rojas dejó un profundo legado arquitectónico en la región de Tlaxco y sus alrededores, reflejado en los templos que diseñó con una combinación única de elementos religiosos y culturales. Una de sus obras más representativas es la iglesia de La Magdalena Soltepec, situada a 20.7 kilómetros de la cabecera municipal de Tlaxco. Este templo, cuya fachada está hecha de piedra laja, destaca por la decoración de la parte alta con la Estrella de David. Además, incluye representaciones de pasajes bíblicos de la vida de María Magdalena con Jesús y un original simbolismo que asocia las virtudes teologales y los pecados capitales con animales: la hormiga representa la diligencia, el burro la pereza, el tiburón la caridad y la serpiente la envidia, entre otros.Otro ejemplo de su creatividad es la iglesia de San José Tepeyahualco, concebida con una forma que evoca un castillo medieval. Esta edificación, dedicada a los Reyes Católicos de España, presenta una fachada de piedra en cuyo centro se encuentran dos campanas sostenidas por arcos de medio punto y una cruz decorada con el símbolo del dios prehispánico Ometéotl, integrando así elementos indígenas y coloniales.La iglesia de Mariano Matamoros, por su parte, incorpora referencias arquitectónicas mayas en su diseño. La barda que rodea el atrio simula la base de una pirámide, mientras que la torre se inspira en la pirámide de Tulum. Asimismo, una pequeña pirámide dentro del recinto está orientada hacia esta ciudad maya, haciendo que el templo sea un punto de interés durante el equinoccio de primavera, cuando visitantes acuden para «cargarse de energía».
En la comunidad de Graciano Sánchez, el templo dedicado a San Martín de Porres se encuentra en la cima de la localidad, destacando por una gran roca cercana que fue tallada con ojos y adaptada con bancas, convirtiéndose en un elemento simbólico del entorno.Finalmente, en la comunidad de Las Vigas, ubicada en el punto donde confluyen los estados de Hidalgo, Puebla y Tlaxcala, se erige una iglesia construida sobre una base que simula una pirámide. Su fachada incorpora pilares con símbolos prehispánicos como el juego de pelota, el caracol y el dios Ometéotl, resaltando la conexión entre lo sagrado y lo ancestral. El método de trabajo del padre Arnulfo Mejía Rojas era tan innovador como sus diseños. Trazaba los planos de las iglesias directamente sobre la arena, explicándolos cuidadosamente a los albañiles antes de borrarlos con el pie, dejando que el conocimiento compartido guiara la construcción. Esta práctica ilustra no solo su creatividad, sino también su profunda conexión con las comunidades que servía.